# Ormeau (métro de Toulouse)
Pour les articles homonymes, voir Ormeau.
Ormeau est une future station du métro de Toulouse. Elle sera située entre les stations Limayrac – Cité de l'Espace et Montaudran Gare - Piste des Géants sur la ligne C du métro de Toulouse, future troisième ligne du réseau toulousain. Sa mise en service est prévue pour 2028, après des travaux devant débuter en 2022.

## Caractéristiques
La station se situerait dans le quartier du Pont des Demoiselles à l'est de Toulouse, sur la place de l'Ormeau. Elle sera implantée à moins d'un kilomètre de la Cité de l'Espace. L'implantation de la station doit s'accompagner d'une requalification de la place de l'Ormeau, d'une optimisation des connexions avec le réseau de bus et les modes doux mais aussi un réaménagement du stationnement à proximité.

## Construction

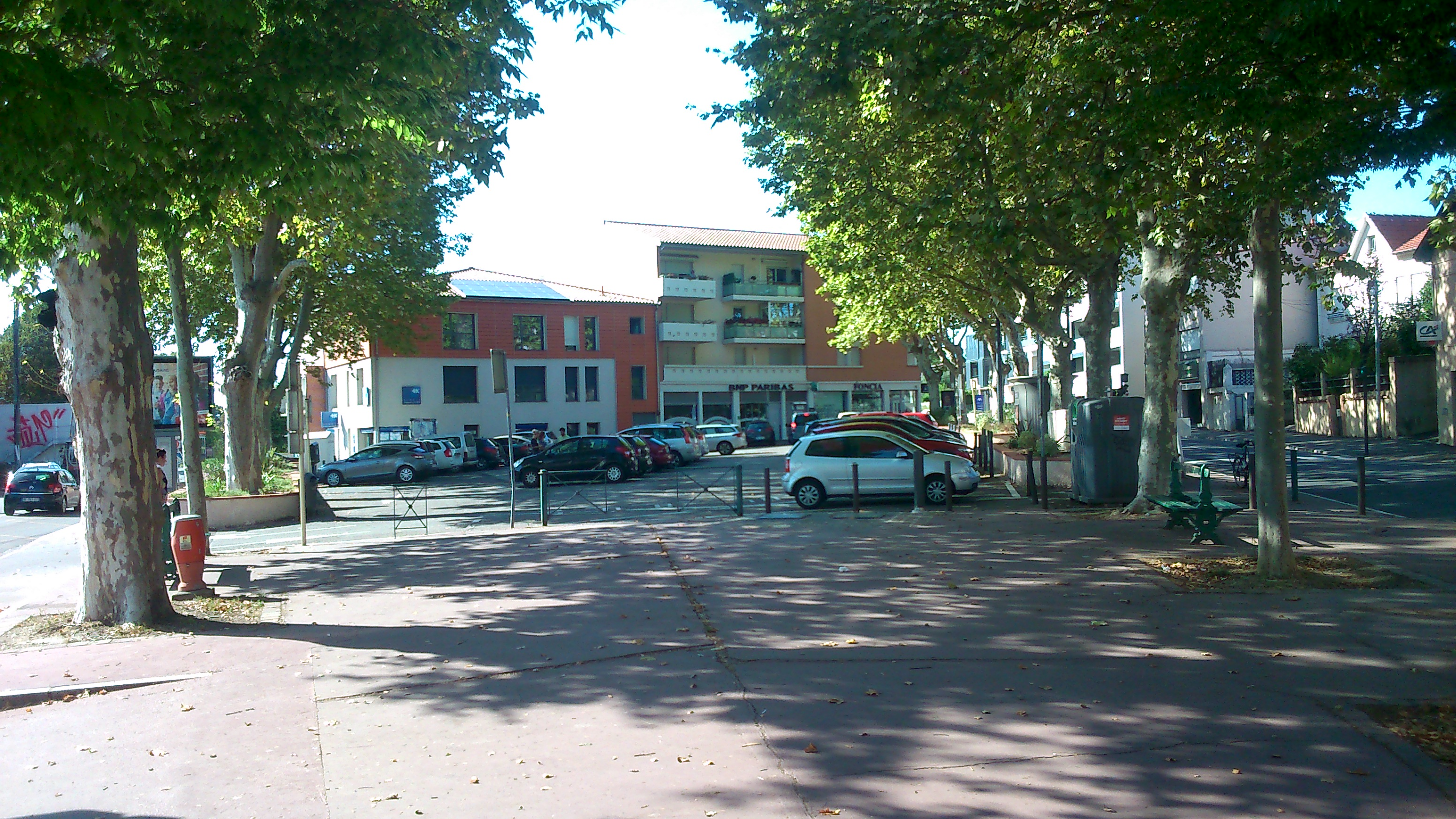
La place de l'Ormeau, avant l'abattage des platanes pour la construction de la station de métro.

Comme l'ensemble de la ligne C du métro de Toulouse, les travaux sur la station devraient débuter en 2022, pour une mise en service en 2028.
La station est franchie en octobre 2024 par le tunnelier Marguerite de Catellan, en provenance de la station Montaudran Gare - Piste des Géants.

## Aménagement culturel
La station accueillera une œuvre de Jeanne Lacombe.